# PICC-lijn

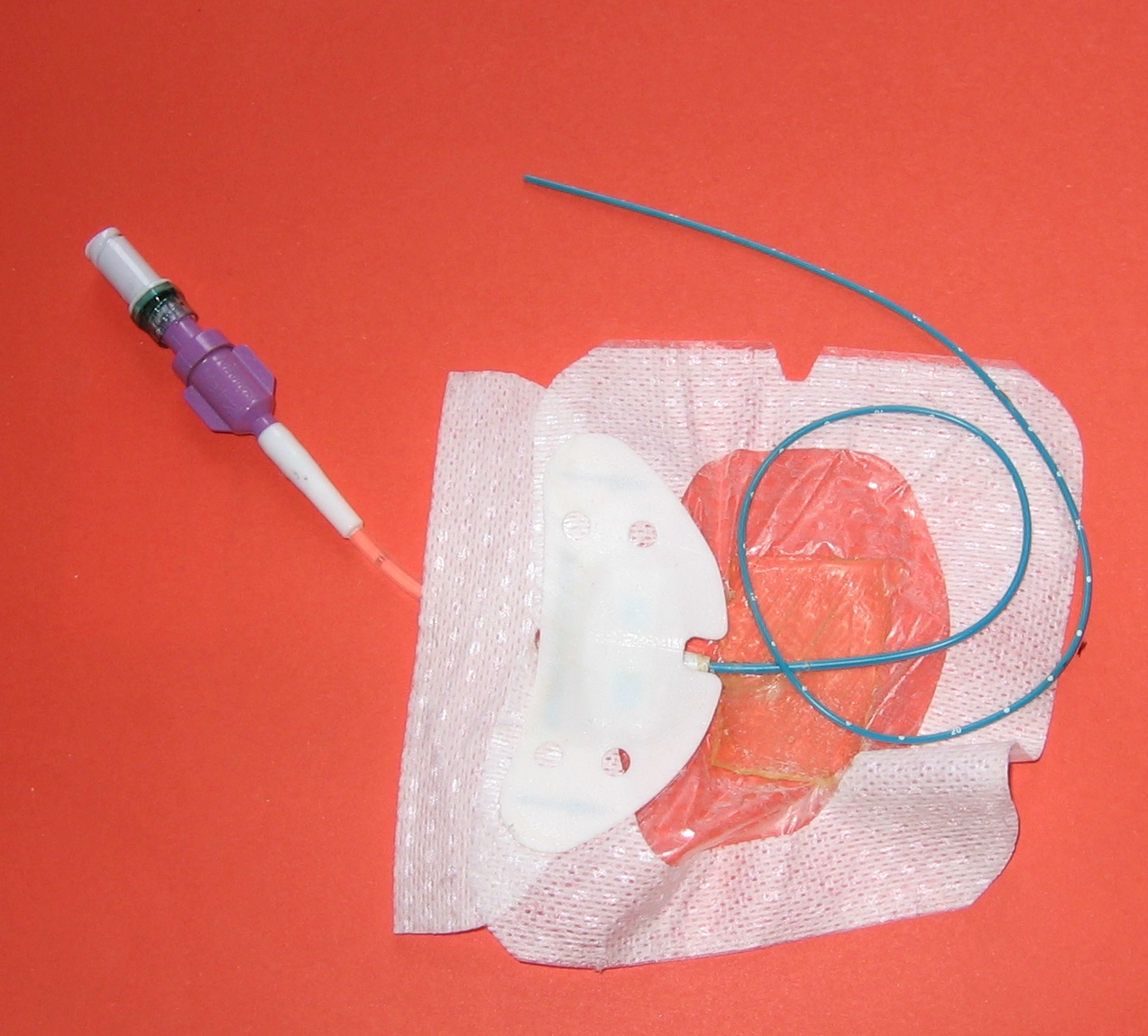
Deze PICC-lijn met één ingang (enkel lumen) kwam uit een linkerbovenarm van een patiënt nadat thuiszorg de lijn twee maanden had gebruikt voor dagelijkse toediening van fluconazol per infuus. Deze lijn (totale lengte inclusief ventiel 53 cm, dikte ongeveer 1,0 mm, lengte tengere patiënt 1,72 m) werd ingebracht in het St. Antonius Ziekenhuis Utrecht, 2018, met afsluitventiel en in de bovenarm bij de elleboog een pleister met Statlock (plastic schildje).

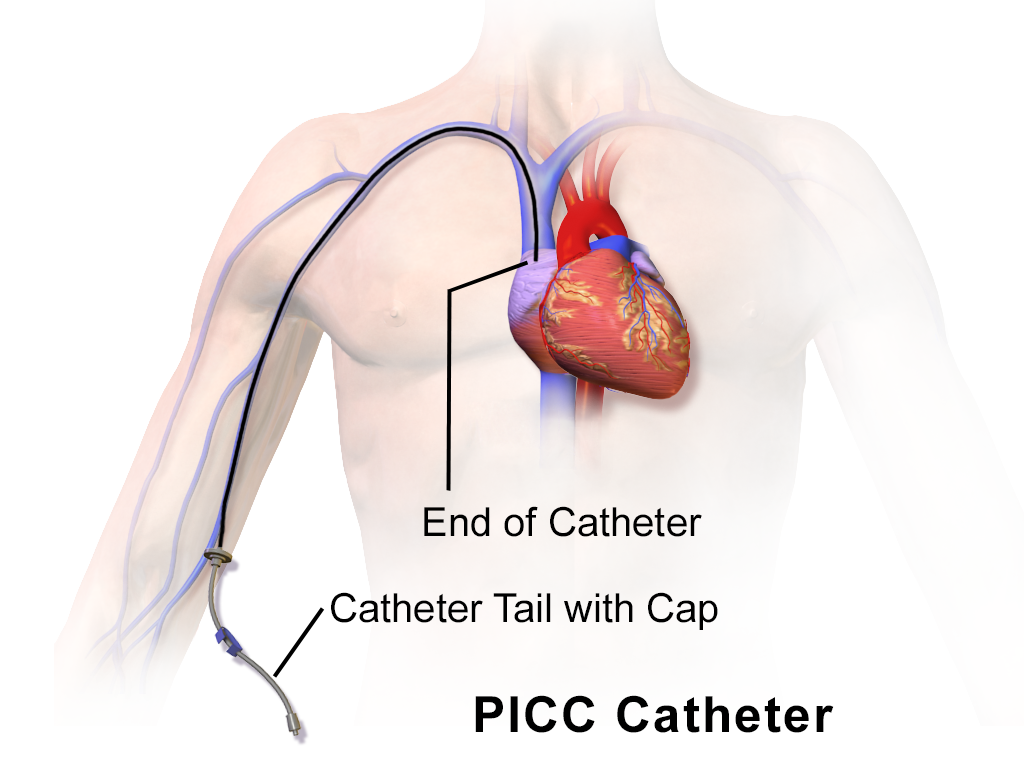
Loop van een PICC-lijn van rechterarm tot boven het hart.

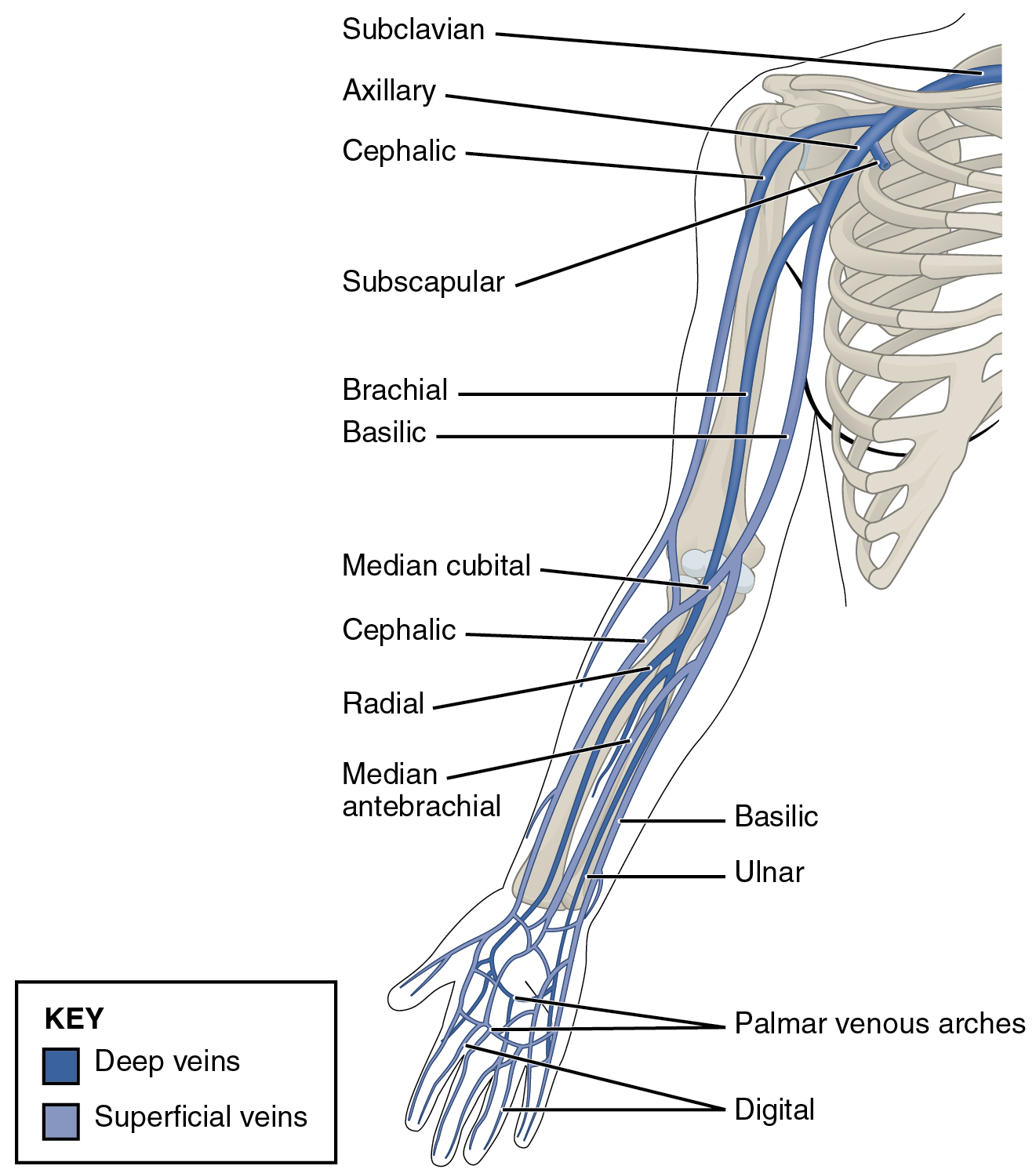
De aders in een rechterarm: vena basilica (koningsader), vena cephalica en vena brachials (brachiale ader).

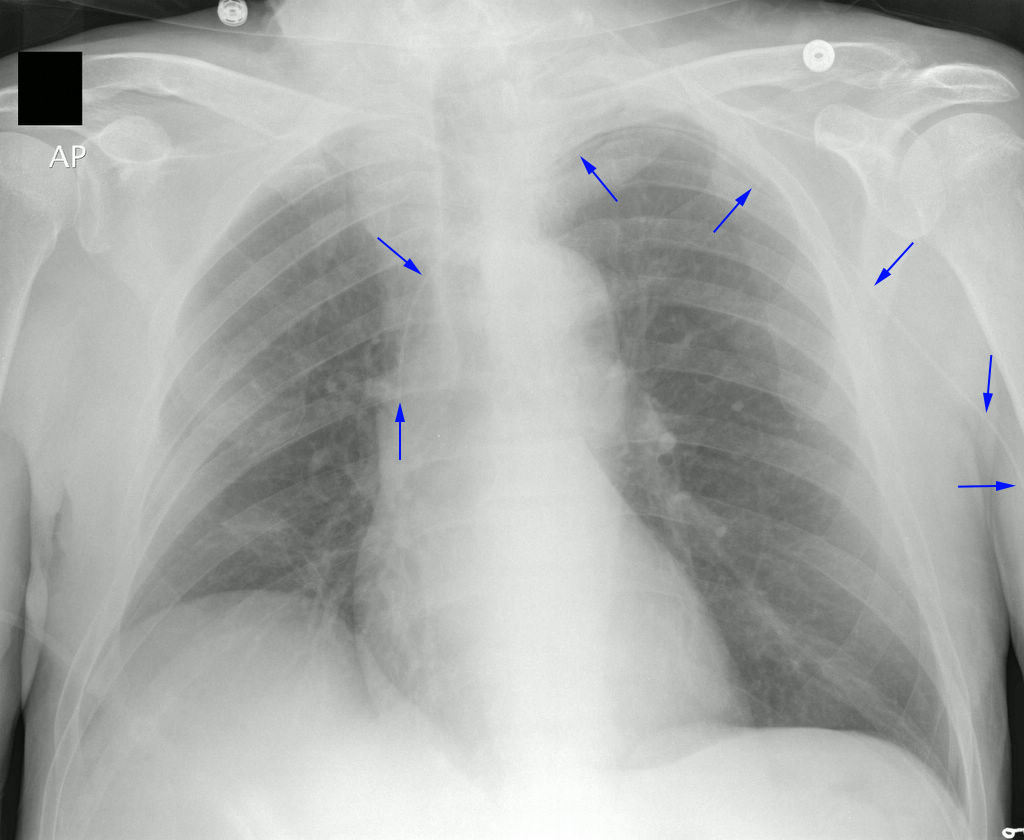
Een röntgenfoto van de borstkas (thorax) toont hoe de PICC-lijn loopt.

Een PICC-lijn (uitgesproken als "piklijn") is een buigzaam dun infuusslangetje dat in een ader van de menselijke bovenarm geplaatst wordt. Het uiteinde van deze lijn komt boven het hart uit in de grote holle ader in de borstkas. PICC is de afkorting van peripherally inserted central catheter, perifeer (dus aan de buitenzijde) ingebrachte centraal veneuze katheter. Een PICC-lijn wordt door een bevoegde anesthesist, radioloog, chirurg of speciaal opgeleide verpleegkundige bij een patiënt ingebracht die langdurig via een infuus in de bloedbaan geneesmiddelen of voeding toegediend moet krijgen of bij wie vaak bloed moet worden afgenomen. 

## Nut
Gewone infusen aan de pols moeten na een paar dagen vervangen worden (opnieuw geprikt), zodat bij langdurige behandeling een PICC-lijn, die probleemloos maanden kan blijven zitten, de voorkeur verdient om eventuele schade aan de bloedvaten te voorkomen. Toepassingen zijn chemotherapie (cytostatica), antibioticumkuur en parenterale voeding (voeding via de bloedvaten). Ook contrastvloeistoffen voor röntgenfoto's zoals een CT-scan of voor MRI-opnames kunnen via een PICC-lijn worden toegediend.
Ondanks de aanwezigheid van een PICC-lijn wordt zo nodig toch regelmatig bloed afgenomen in de andere arm. Meting van de bloeddruk gebeurt ook aan de andere arm zonder PICC-lijn.

## Inbrengen
De PICC-lijn wordt in een ader in de arm aan de binnenbovenkant van de elleboog ingebracht bij een liggende patiënt: in de vena basilica (koningsader), de vena cephalica of de vena brachialis (brachiale ader). Er moet al eerder met bloedverdunners gestopt zijn. Met echoscopie wordt de loop van de aders in de arm (meestal de rechterarm) bekeken. Als de aders in de rechterarm ongeschikt zijn (bijvoorbeeld omdat ze te dun zijn) wordt voor de linkerarm gekozen. Afhankelijk van het soort slangetje kan het na meting met een rolmaat langs de patiënt op de goede lengte worden afgeknipt. Onder plaatselijke verdoving en in zo steriel mogelijke omstandigheden wordt dan de PICC-lijn na voorbereiding met een tijdelijke voerdraad (hulplijn) echogeleid ingebracht en doorgeschoven. De pleister op de ingang voor de PICC-lijn in de huid heeft een plastic schildje (Statlock of eerst een eenmalige Securacath) om het slangetje langdurig te fixeren en wordt wekelijks vervangen. De ingang van de slang die uit de arm steekt kan bijvoorbeeld aan een buisje van een infuuszak worden vastgeschroefd en worden afgesloten met een afsluitventiel (bionecteur, microvalve).

## Controle
Ter controle wordt na afloop van het inbrengen een röntgenfoto (thorax) gemaakt om te zien of de lijn goed ligt. Als het inbrengen onverhoopt onvoldoende steriel is gebeurd (bijvoorbeeld doordat er te veel personen aan het bed waren bij het inbrengen), kan ontsteking van de ader in de arm (flebitis) met plaatselijke zwelling en roodheid optreden, die met uithalen van de PICC-lijn en tabletten antibioticum (bijvoorbeeld flucloxacilline) wordt bestreden. De afdeling Microbiologie van het ziekenhuis kan een afgeknipt stukje van de PICC-lijn onderzoeken op ziekteverwekkers. Eventueel wordt later opnieuw een PICC-lijn maar dan beter steriel ingebracht. Douchen met een PICC-lijn is trouwens enige tijd na het inbrengen mogelijk met een in plastic ingepakte arm. De behandelend verpleegkundige spoelt de lijn regelmatig door met bijvoorbeeld een zoutoplossing.

## Uithalen
Uithalen van een PICC-lijn kan eenvoudig en pijnloos geschieden door de lijn rustig uit de arm te trekken. Ter ontsmetting van de huid kan zoals vaker chloorhexidine in alcohol worden gebruikt. Het wondje bij de elleboog wordt met een steriele pleister afgeplakt en heelt snel.